# Saint-Valérien (Vendée)
Saint-Valérien ist eine französische Gemeinde im Département Vendée in der Region Pays de la Loire. Sie gehört zum Kanton La Châtaigneraie im Arrondissement Fontenay-le-Comte. Sie grenzt im Norden an La Chapelle-Thémer, im Nordosten an Saint-Laurent-de-la-Salle, im Osten an Saint-Martin-des-Fontaines, im Südosten an L’Hermenault, im Süden an Pouillé, im Südwesten an Saint-Étienne-de-Brillouet und im Westen an Thiré.

## Bevölkerungsentwicklung
| Jahr      | 1962 | 1968 | 1975 | 1982 | 1990 | 1999 | 2007 | 2014 |
| --------- | ---- | ---- | ---- | ---- | ---- | ---- | ---- | ---- |
| Einwohner | 588  | 522  | 396  | 403  | 443  | 444  | 465  | 526  |

## Sehenswürdigkeiten

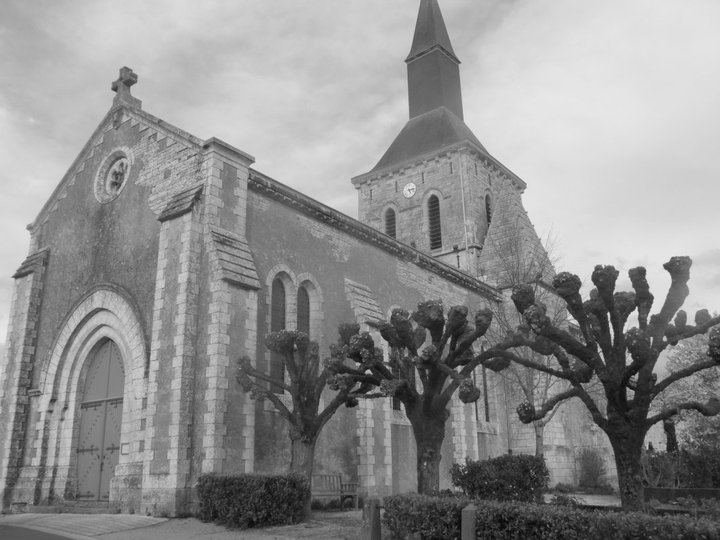
Kirche Saint-Valérien

- Kirche Saint-Valérien